# Jamaicas flag
Jamaicas flag er grønt, sort og gult. Det består af et gult andreaskors, som er hovedstaden Kingstons byvåben, med to grønne og to sorte trekantsformede felter. Det grønne symboliserer fremtidshåb og landbrugsrigdom. Det sorte står for kraft og kreativitet blandt Jamaicas folk og det gule repræsenterer sollyset og nationens velstand. Flaget blev taget i brug på landets uafhængighedsdag; 6. august 1962.
Et og samme flag benyttes som nationalflag på land, koffardiflag og statsflag på land og til søs.

## Orlogsflag
Jamaica har et orlogsflag efter britisk mønster, det vil sige white ensign med hvid flagdug, rødt kors og med nationalflaget i kantonen.